# Schweine, Geishas und Matrosen
Schweine, Geishas und Matrosen (Originaltitel: jap. 豚と軍艦 Buta to Gunkan, dt. „Schweine und Kriegsschiffe“) ist ein japanischer Film von Shōhei Imamura aus dem Jahr 1960. Der Film basiert auf einer Erzählung von Kazu Otsuka.

## Handlung
Der Film spielt im Japan in der Nachkriegszeit während der amerikanischen Besatzung: Kinta, ein junger Kleinkrimineller und Mitglied der Yakuza, verdient sich sein Geld mit Schwarzmarktgeschäften. Eine Aufgabe Kintas ist es, Schweine, die mit Abfällen gefüttert wurden, illegal zu verkaufen. Kintas Unterstützer Tetsu leidet an einem Magengeschwür, hält es aber für Krebs und gerät in Todesangst. Haruko, seine Freundin, geht neben ihrer Arbeit in einer Bar heimlich als Prostituierte anschaffen. Obwohl Kinta illegalen Aktivitäten nachgeht, glaubt er an ein gewisses kriminelles „Berufsethos“. Während des Filmes sind immer wieder betrunkene, arrogante, amerikanische Matrosen zu sehen.

## Kritik
„Ein düsterer Film, der eine amoralische Welt ohne Hoffnung auf funktionierende zwischenmenschliche Beziehungen vorstellt.“

„Schweine, Geishas und Matrosen ist nicht mehr oder weniger anti-amerikanisch als er anti-japanisch wäre. Es ist das Werk eines einzigartigen intelligenten Filmemachers, der es durchhält, Dinge auf lange (was in diesem Fall heißt: satirische) Sicht zu betrachten.“